# Famiglia Duck

Membri principali della famiglia disegnati da Carl Barks.

La famiglia Duck è un gruppo di personaggi immaginari dei cartoni animati e dei fumetti della Disney, legata al personaggio di Paperino. I membri della famiglia Duck appaiono più che altro nelle storie a fumetti di Paperino benché alcuni abbiano fatto apparizioni animate. Nel 1993 il fumettista statunitense Don Rosa pubblicò un albero genealogico dei paperi che stabiliva le relazioni di ciascun personaggio ai fini delle sue storie. Rosa creò anche una linea temporale immaginaria per definire le date di nascita di alcuni personaggi. Alcuni altri autori di fumetti, sia prima sia dopo la pubblicazione dell'albero genealogico di Rosa, hanno mostrato variazioni nella famiglia. Ad essa sono legate anche le famiglie Coot, dell'Oca e Paperone, così come il Clan de' Paperoni. Oltre a Paperino, i membri più noti della famiglia Duck sono i suoi tre nipoti Qui, Quo e Qua.

## Sviluppo
Nei primi anni cinquanta Carl Barks era nel suo secondo decennio di creazione di storie a fumetti con protagonista Paperino e i suoi vari parenti. Molti di questi erano stati creati da lui, e Paperon de' Paperoni e Gastone Paperone erano i più importanti. Ma il rapporto esatto tra loro era ancora un po' incerto; Barks decise quindi di creare una versione personale del loro albero genealogico. Per definire meglio le loro relazioni, aggiunse diversi parenti precedentemente sconosciuti. Barks non ha mai voluto pubblicare questo albero genealogico, poiché lo aveva creato per il suo uso personale.
Il primo tentativo di pubblicare una biografia coerente dei paperi venne pubblicato nel 1974. An Informal Biography of Scrooge McDuck, dello scrittore di fantascienza Jack Chalker, usò nomi ed eventi delle storie di Barks (e pochissimi quelli non-Barks) per creare una storia della vita di de' Paperoni. Essa fornì le basi per una biografia di Paperone inclusa nel People's Almanac.
Nel 1978 la famiglia Duck era sufficientemente radicata nella cultura popolare, tanto che un personaggio del film L'estate della Corvette dice "Chiamatemi Gastone" dopo essere stato fortunato.
Nel 1981 Barks si era ritirato da tempo, ma le sue storie erano rimaste popolari e gli avevano fatto guadagnare una fama inaspettata. Aveva dato diverse interviste e risposto alle domande sulle sue opinioni personali sui personaggi e le loro storie. Tra gli altri argomenti, Barks descrisse la sua prima versione dell'albero genealogico. Schizzi dell'albero sono stati pubblicati in una serie di fanzine. I fan dei personaggi rimasero soddisfatti dell'antefatto che era stato loro aggiunto. A questo punto Mark Worden decise di creare un disegno di questo albero genealogico tra cui i ritratti dei personaggi citati. In realtà, Worden fece alcune modifiche all'albero, in particolare l'aggiunta di Paperina come principale interesse amoroso di Paperino. La sua versione illustrata della struttura venne pubblicata prima in diverse fanzine e poi nella Biblioteca di Carl Barks. Quest'ultima era una raccolta in dieci volumi delle sue opere in bianco e nero con copertina rigida.
Nel 1987 Don Rosa, da lungo tempo fan di Carl Barks e amico personale di Mark Worden, iniziò a creare le sue storie con Paperon de' Paperoni e soci. I suoi racconti contenevano numerosi riferimenti alle precedenti storie di Barks, nonché diverse idee originali. Dopo alcuni anni egli aveva maturato un suo fanbase. Nei primi anni novanta la Egmont, la casa editrice che impiegava Don Rosa, gli offrì un incarico ambizioso. avrebbe dovuto creare la versione definitiva della biografia di Paperone e un albero genealogico che l'accompagnasse. Questo avrebbe dovuto mettere fine a decenni di contraddizioni tra le storie che avevano causato confusione per i lettori. Il progetto diventò la Saga di Paperon de' Paperoni. L'albero genealogico che l'accompagna venne pubblicato in Norvegia il 3 luglio 1993.
Nel processo di lavoro sulla biografia di Paperone, Rosa studiò vecchie storie di Barks che citano il suo passato. Poi aggiunse una serie di sue idee. Tra di esse c'erano le informazioni biografiche per i personaggi di supporto di Paperone. In un certo senso la biografia di Paperone era anche la loro biografia.

## Membri inclusi nell'albero genealogico di Don Rosa

### Paperinocchio Codacorta
Paperinocchio Codacorta (Pintail Duck) è un antenato e precedente incarnazione di Paperino, apparso unicamente nella storia di Barks "Zio Paperone e il tesoro della regina", pubblicata su Uncle Scrooge n. 16 del dicembre 1956. In essa viene mostrato che Paperinocchio, vissuto nel XVI secolo, aveva servito nella Royal Navy come nostromo a bordo della HMS Falcone Reale che aveva razziato navi spagnole nel Mar dei Caraibi tra il 1563 e il 1564, quando la nave era stata affondata e lui era morto in tale occasione. Paperinocchio era amico del primo ufficiale della nave Malcolm de' Paperoni (anch'egli un antenato di Paperino), insieme al quale aveva seppellito in un'isola al largo di Trinidad un tesoro di sole patate. È stato inserito nell'albero genealogico di Rosa come membro più antico della famiglia Duck; l'autore affermò che Paperinocchio è nato nel 1530.

### Humperdink Duck
Humperdink Duck, noto anche come Dabney, è il marito di Nonna Papera e nonno paterno di Paperino. Prima che il personaggio venisse definito da Don Rosa, il nonno di Paperino era stato raffigurato più volte in modi differenti. La prima di queste occasioni fu una striscia di Bob Karp e Al Taliaferro del 10 aprile 1948, in cui appare in un dipinto con addosso un'uniforme militare. Appare effettivamente per la prima volta in flashback come un vecchio amore di Nonna Papera nella storia "Nonna Papera e la vendita di beneficenza" (nella cui versione italiana è chiamato Alcibiade), disegnata da Bill Wright e pubblicata su Vacation Parade n. 2 del luglio 1951. Nel corto del 1955 La stagione della caccia appare come un pioniere, mentre nella storia di Tony Strobl del 1964 "Nonna Papera la mattacchiona", dove è chiamato Nonno Papero, appare in un flashback in cui si prende cura del piccolo Paperino insieme alla moglie.
Il personaggio fu definito da Rosa, che lo incluse nel suo albero genealogico col nome Dabney (in seguito corretto in Humperdink per collegarsi alla storia di Wright) e lo utilizzò nelle storie "L'invasore di Forte Paperopoli" e "Paperino e lo scalognofugo triplo"; in esse viene raffigurato come un contadino di Paperopoli padre di Quackmore, Daphne ed Eider, conosciuto col soprannome "Papà Papero". Nel 2011 appare, nuovamente col nome Dabney, in un breve flashback nella storia "Nonna Papera e il segreto della quercia secolare", ma nella storia danese del 2013 "Gode naboer" appare il Nonno Papero di Strobl.

### Nonna Papera
Elvira Coot, meglio nota come Nonna Papera (Grandma Duck) è la nonna di Paperino e la matriarca della famiglia Duck.

### Quackmore Duck
Quackmore Duck è il padre di Paperino e l'ultimo dei tre figli di Humperdink Duck e Nonna Papera. Creato originariamente da Barks per il suo albero genealogico, è stato poi incluso anche in quello di Rosa (secondo il quale è nato nel 1875 e morto prima del 1970) che ha utilizzato il personaggio negli ultimi tre capitoli della Saga di Paperon de' Paperoni. In essi Quackmore, dotato di un brutto carattere, incontra Ortensia de' Paperoni (irascibile quanto lui) nel 1902 quando i tre fratelli de' Paperoni arrivano alla fattoria Duck. I due si fidanzano, e Quackmore inizia a lavorare al Deposito di Paperone come capo contabile. Nel 1920 Quackmore sposa Ortensia e diventa padre di Paperino e Della; 10 anni dopo una lite tra Paperone e la sua famiglia mette fine ai loro contatti, e Quackmore se ne va da Paperopoli con moglie e figli senza che venga rivelato altro su di lui. Il personaggio appare brevemente in altre due storie di Rosa: "Paperino e lo scalognofugo triplo" e "Una lettera da casa".
Quackmore è visibile in diverse fotografie nell'episodio di DuckTales "Woo-oo!", e viene anche citato da Gaia Vanderquack.

### Ortensia de' Paperoni
Ortensia de' Paperoni (Hortense McDuck) è la moglie di Quackmore Duck, madre di Paperino e sorella di Paperon de' Paperoni.

### Daphne Duck
Daphne Duck è la figlia di Nonna Papera, zia di Paperino e madre di Gastone Paperone. Fu creata da Barks per il suo albero genealogico, e in seguito inserita anche in quello di Rosa, che la raffigura come moglie di Gustavo Paperone (mentre in quello di Barks risultava sposata con Luca Dell'Oca). Rosa utilizzò il personaggio in due sole storie: "L'invasore di Forte Paperopoli" e "Paperino e lo scalognofugo triplo". Nella prima Daphne dà prova della sua incredibile fortuna all'arrivo dei de' Paperoni alla fattoria Duck nel 1902, evitando per un soffio di venire investita dalla loro auto e trovando un anello con diamante in una delle uova che aveva rotto. Nella seconda viene rivelato che tale fortuna, ereditata anche dal figlio (nato il giorno del suo compleanno), deriva dal fatto che un pittore itinerante aveva dipinto un gigantesco segno dello "scalognofugo triplo" sulla stalla dei suoi genitori il giorno della sua nascita.

### Gustavo Paperone
Gustavo Paperone (Goostave Gander) è il padre di Gastone Paperone. Fu creato da Barks per il suo albero genealogico, dove era chiamato Goosetave, era sposato con Matilda de' Paperoni ed era il padre adottivo di Gastone. Ispirandosi a un secondo albero abbozzato da Barks, Rosa lo inserì nel suo col nome Goostave, facendone il marito di Daphne Duck e padre biologico di Gastone. Non appare né viene citato in alcuna storia.

### Gastone Paperone
Gastone Paperone (Gladstone Gander) è il figlio di Daphne Duck e Gustavo Paperone. Gastone è stato creato da Carl Barks ed è apparso per la prima volta nella storia Paperino lingualunga in Walt Disney's Comics and Stories n. 88 del gennaio 1948 (in Italia sul n. 64 degli Albi Tascabili di Topolino del 25 settembre 1949). Gastone è un papero pigro ed esasperatamente fortunato che non manca mai di turbare il suo primo cugino Paperino. La fortuna di Gastone sfida le probabilità e gli fornisce tutto ciò che desidera, quasi sempre senza sforzo.

### Eider Duck
Eider Duck è lo zio paterno di Paperino, il cognato di Ortensia e il prozio materno di Qui, Quo e Qua. Fu menzionato per la prima volta nella storia di Barks "Paperino e il falco", pubblicata su Walt Disney's Comics and Stories n. 47 dell'agosto 1944. In essa, Paperino riceve in regalo un falco da suo zio Eider (che non vive a Paperopoli), il quale glielo fa recapitare. Nella prima versione italiana Paperino affermava che il falco fosse un regalo di Paperone, mentre nella traduzione in uso dal 1991 Eider viene chiamato Papero Starnazza. In seguito Don Rosa decise di includerlo nel suo albero genealogico e lo fece apparire brevemente per l'unica volta nella storia "L'invasore di Forte Paperopoli", pubblicata su Anders And & Co. n. 10 del 10 marzo 1994, dove viene visto lavorare nella fattoria dei genitori Humperdink ed Elvira nel 1902. Secondo Rosa, in seguito avrebbe sposato Lulubelle Loon diventando padre di Abner "Chiarafonte" e Paperoga.

### Lulubelle Loon
Lulubelle Loon è la moglie di Eider Duck e madre di Paperoga e Chiarafonte. Mai apparsa né citata in alcuna storia, è stata creata da Rosa appositamente per il suo albero genealogico.

### Paolino Paperino
Paolino Paperino (Donald Duck) è il figlio di Quackmore Duck e Ortensia de' Paperoni, e il membro più noto della famiglia.

### Della Duck
Della Duck è la sorella gemella di Paperino e madre di Qui, Quo e Qua. Viene citata per la prima volta il 17 ottobre 1937 nella tavola domenicale di Al Taliaferro e Ted Osborne "Paperino e i paperotti" in cui avvisa Paperino, tramite una lettera, che gli invia i figli perché stiano con lui mentre il padre è all'ospedale per causa loro (ciò nonostante Della li definisce "angelici"). In tale occasione Della si firma come cugina di Paperino (tale versione fu poi riproposta nella storia del 1984 "Buon compleanno Paperino" di Marco Rota), e nella prima versione italiana è chiamata Anitra. In una tavola di due mesi dopo, Della invia un telegramma in cui chiede che i figli tornino a casa e Paperino se ne libera volentieri, ma già da febbraio 1938 i nipotini riappaiono con Paperino senza alcuna spiegazione. Nel corto I nipoti di Paperino (1938), basato sulla stessa idea della tavola d'esordio di Qui, Quo e Qua, Della si firma come sorella di Paperino ma col nome di Dumbella.
Dopo essere stata inserita, col nome Thelma, nell'albero genealogico dei paperi realizzato da Barks, viene inserita anche in quello disegnato da Don Rosa col nome definitivo di Della; l'autore poi la fa apparire brevemente negli ultimi due capitoli della Saga di Paperon de' Paperoni e nelle storie "Paperino e lo scalognofugo triplo" e "Una lettera da casa", sempre in versione infantile e con abiti da marinaio simili a quelli di Paperino. Nel 2014 ha un ruolo centrale nella storia olandese 80 is prachtig!, realizzata per celebrare gli ottant'anni di Paperino; in essa il fratello (con una sorta di retcon) racconta che Della, prima aviatrice e poi astronauta, gli aveva portato personalmente i piccoli Qui, Quo e Qua perché se ne prendesse cura nel fine settimana mentre lei era impegnata a testare in un viaggio di un'ora il primo razzo spaziale della storia lanciato alla velocità della luce, ma non era più tornata. Nel finale si scopre che, per la legge della relatività, Della è ancora nello spazio e il tempo passato fino ad allora per lei corrisponde a circa 15 minuti. Quando hanno occasione di parlare con lei, Qui, Quo e Qua decidono di non rivelarglielo e farle compiere ignara la sua missione, anche perché vogliono stare con lo zio. Nel 2017 Della appare in varie tavole comiche (sempre di produzione olandese) in cui viene mostrata la sua infanzia e adolescenza con gli altri abitanti di Paperopoli.
Nella serie animata DuckTales del 2017 (reboot dell'omonima serie degli anni '80) Della compie la sua prima apparizione animata.
La prima stagione è incentrata sul mistero della sua scomparsa; in questa versione animata, Della Duck era stata un'avventuriera insieme a suo fratello Paperino e a suo zio Paperone finché, con i figli ancora nelle uova, si era imbarcata in un volo spaziale su un razzo sperimentale da cui è risultata dispersa. Ritorna poi sulla Terra nella seconda stagione, dove si scopre essere naufragata sulla Luna - perdendo nello schianto una zampa che sostituirà con una protesi - dove ha vissuto per dieci anni, mentre riparava il razzo grazie a delle gomme all'ossigeno di Archimede. Nella contemporanea serie a fumetti della IDW Publishing vengono mostrate alcune avventure passate del trio.
Questa versione di Della è doppiata in originale da Paget Brewster e in italiano da Tiziana Avarista.

### Paperoga
Paperoga (Fethry Duck) è il cugino di Paperino, figlio di Eider Duck e Lulubelle Loon e fratello di Abner Duck.

### Chiarafonte Duck
Chiarafonte Duck (Whitewater Duck) è il fratello di Paperoga e cugino di Paperino. Apparve per la prima volta nella storia "Paperino "conducente" di tronchi", pubblicata in Walt Disney's Comics and Stories n. 267 del dicembre 1962, secondo la quale è un lontano cugino di Paperino che lavora come taglialegna nel bosco.
Il personaggio fu poi inserito nell'albero genealogico di Rosa, il quale afferma che si chiami in realtà Abner mentre Chiarafonte sia solo un soprannome; inoltre Rosa stabilisce che Chiarafonte sia figlio di Eider Duck e Lulubelle Loon, e quindi fratello di Paperoga e primo cugino di Paperino. Tuttavia, questi cambiamenti non sono stati mantenuti in altre occasioni.
A distanza di oltre quarant'anni, il personaggio è stato riproposto dallo sceneggiatore danese Lars Jensen che nella storia "Il più furbo tra i duri" (pubblicata su Anders And & Co. n. 18 del 29 aprile 2004) ne fa il nipote del cugino di Paperon de' Paperoni, Douglas, facendo di lui un cugino di secondo grado di Paperino; in "Too Many Donalds" (pubblicata nel marzo 2012) ha una relazione con Donna Duck e viene definito nuovamente un lontano cugino di Paperino.

### Qui, Quo e Qua
Qui, Quo e Qua (Huey, Dewey and Louie Duck) sono i tre gemelli nipotini di Paperino e figli di Della.

## Famiglia Coot
La famiglia Coot (Coot kin) è formata dai parenti di Nonna Papera e, insieme al Clan de' Paperoni, costituisce il terzo ramo principale dell'albero genealogico di Paperino. Il nome "Coot" era stato usato da diversi autori di fumetti tra cui Carl Barks, ma Don Rosa fu il primo a mostrare la sua relazione con Paperino. I membri della famiglia sono raffigurati come anatre Pechino bianche, anche se in realtà le folaghe (da cui deriva il cognome) sono in genere nere.

### Cornelius Coot
Cornelius Coot è il fondatore di Paperopoli, e il trisavolo di Paperino. Appare per la prima volta come statua in Walt Disney's Comics and Stories n. 138 nella storia del 1952 Paperino e il maragià del Verdestan di Carl Barks. La sua statua e l'eredità sono poi apparse in molte storie. Anche se Cornelius era una figura ben nota ai lettori di fumetti Disney, la sua storia non venne narrata fino a quando Don Rosa non iniziò ad usare il personaggio alla fine degli anni ottanta.

### Clinton Coot
Clinton Coot è il padre di Nonna Papera e Casey Coot e figlio di Cornelius Coot. Creato e utilizzato unicamente da Rosa, viene citato per la prima volta nella storia "Zio Paperone e i guardiani della biblioteca perduta", pubblicata nel 1993; nello stesso anno l'autore ha inserito Clinton nel suo albero genealogico. Il personaggio viene citato anche nella storia "L'invasore di Forte Paperopoli", mentre appare brevemente in flashback in "Q.U.E.S.T.I.O.N.E.D.I.G.E.R.G.O." e in forma di busto d'argilla ne "I magnifici sette (meno quattro) caballeros". Appare anche in "A Christmas Coot", dove si parla però soprattutto di Cornelius, capostipite, ma avrà un ruolo fondamentale.
Secondo la linea temporale di Rosa, Clinton era nato nel 1830 e aveva fondato le Giovani Marmotte ispirandosi al libro datogli da suo padre. Sposato con Gertrude Folaga, era morto nel 1910.
Il personaggio prende il nome da Bill Clinton, che era candidato alla presidenza degli Stati Uniti quando Rosa creò il personaggio.
Nel 2018 è apparso nella serie animata La leggenda dei tre caballeros, doppiato in inglese da Thomas Lennon e in italiano da Ambrogio Colombo.

### Gertrude Folaga
Gertrude Folaga (Gertrude Gadwall) è la moglie di Clinton Coot e madre di Nonna Papera e Casey Coot. Mai apparsa né citata in alcuna storia, è stata creata da Rosa appositamente per il suo albero genealogico.

### Casey Coot
Casey Coot è il fratello di Nonna Papera. Appare per la prima volta nella storia di Rosa "Zio Paperone e l'ultima slitta per Dawson", pubblicata su Uncle Scrooge Adventures n. 5 del 22 marzo 1988, in cui viene presentato come uno sfortunato cercatore d'oro e amico di Paperone durante i suoi anni in Klondike. Avendo bisogno di soldi per tornare a casa, vende a Paperone il suo atto di proprietà della Collina Ammazzamotori per 200 dollari. Secondo la linea temporale dell'autore, è nato nel 1860. Dopo averlo inserito nell'albero genealogico, Rosa riutilizza Casey ne "L'argonauta del Fosso dell'Agonia Bianca" e "Cuori nello Yukon". Nel 2014 il personaggio è riapparso in flashback nella storia "Zio Paperone e il gigante di Paperopoli".

### Greta Grebe
Greta Grebe (Gretchen Grebe) è la moglie di Casey Coot, madre di Fanny e Pistacchio Coot e nonna di Ciccio. Mai apparsa né citata in alcuna storia, è stata creata da Rosa appositamente per il suo albero genealogico.

### Pistacchio Coot
Pistacchio Coot (Cuthbert Coot) è un cugino di Paperino apparso per la prima volta nella storia di Barks "Paperino cow-boy", pubblicata su Walt Disney's Comics and Stories n. 55 dell'aprile 1945; in essa, Paperino va al ranch di bestiame di Pistacchio per dimostrare ai nipotini di saper cavalcare (fallendo miseramente). Nella prima versione italiana della storia era chiamato Pistacchio Pistoleros (e caratterizzato con inflessioni partenopee e un po' sgrammaticate), mentre nelle traduzioni successive è stato chiamato Gilberto. Nell'albero genealogico di Don Rosa è incluso come membro della famiglia Coot e figlio di Casey e Greta. A 75 anni dal suo esordio è riapparso nella storia di produzione olandese "Het oor van de wind", pubblicata su Donald Duck n. 34 del 13 agosto 2020, in cui chiede l'aiuto di Paperino e nipoti poiché i suoi vicini di casa, i Balton, vogliono impadronirsi del suo ranch.

### Fanny Coot
Fanny Coot è la madre di Ciccio. Viene citata per la prima volta nella striscia di Paperino del 9 maggio 1938 di Bob Karp e Al Taliaferro dove Ciccio appare per la prima volta, e quindi nell'esordio animato dello stesso personaggio ne Il cugino di Paperino (1939). In entrambi i casi Fanny invia il figlio in visita da Paperino insieme a una lettera in cui si firma come "zia Fanny", senza alcun cognome. Fu poi inserita nell'albero genealogico di Rosa come figlia di Casey Coot, e quindi nipote di Nonna Papera e cugina di Paperino.

### Luca dell'Oca
Luca dell'Oca (Luke Goose) è il padre di Ciccio. Fu creato da Barks con il nome Luke the Goose per il suo albero genealogico, in cui era il padre di Gastone, marito di Daphne Duck e zio di Ciccio ed era morto di indigestione insieme alla moglie. Quando Rosa creò il suo albero genealogico, usò il personaggio ribattezzandolo Luke Goose e lo rese il marito di Fanny Coot e il padre di Ciccio. Il personaggio appare in una foto nella breve storia del 1995 "Ciccio e il trattore dei sogni" mentre nella versione interattiva olandese dell'albero genealogico, Luca è considerato un genealogista e il creatore dell'albero genealogico dei paperi.

### Ciccio
Ciccio (Gus Goose) è il cugino di secondo grado di Paperino, e il bis-nipote di Nonna Papera.
Il tratto principale della personalità di Ciccio è l'essere piuttosto goloso, come Paperino scopre suo malgrado quando Ciccio va a fargli visita nella sua prima apparizione, il cortometraggio animato del 1939 Il cugino di Paperino.
All'interno dei fumetti Disney, Ciccio viene solitamente mostrato mentre vive nella fattoria di Nonna Papera fuori da Paperopoli, dove lavora come suo bracciante agricolo. Oltre a essere ingordo, Ciccio è mostrato nei fumetti come molto pigro, spesso facendo poco o nessun lavoro nella fattoria della prozia.

## Altri membri della famiglia
Vengono qui trattati i membri della famiglia apparsi in più storie ma esclusi dall'albero genealogico di Don Rosa.

### Paperetta Yè Yè
Paperetta Yè Yè è un personaggio dell'universo di Paperino creato da Romano Scarpa. È stata presentata come nipote di Doretta Doremì, ma in una storia di Romano Scarpa viene detto che è cugina di Qui, Quo e Qua. È diventata popolare in Italia, Danimarca, Brasile e altri paesi, mentre in altri (tra cui gli Stati Uniti) è quasi sconosciuta. Paperetta sembra essere una adolescente, di qualche anno più grande di Qui, Quo e Qua.

### Moby Duck
Moby Duck venne ideato dallo sceneggiatore Vic Lockman e dal disegnatore Tony Strobl nella storia Paperino con Moby Duck (sulla scia d'una balena) (A Whale of an Adventure), pubblicata nel marzo 1967 su Donald Duck n. 112 e in Italia sette mesi dopo su Topolino n. 620. Moby è un'anatra antropomorfa che lavora come marinaio. Energico e a volte maleducato, vive nella sua piccola baleniera ormeggiata nel porto di Paperopoli e molto raramente si spinge in città. Più spesso vaga per i mari e per gli oceani a caccia di cetacei o a pescare, accompagnato dal suo assistente un po' tonto Paperotto (Dimwitty Duck) e dal delfino ammaestrato Porpy. Spesso si ritrova ad aiutare Paperon de' Paperoni contro la minaccia della Banda Bassotti. Il personaggio è apparso in una serie di episodi a fumetti a partire da Topolino n. 2380 intitolata Le storie della baia. È uno dei protagonisti della saga, assieme con Paper Hoog (Paperoga) e il gabbiano Trippa. Il suo rapporto di parentela con gli altri membri della famiglia non è mai stato chiarito; nella storia del 1969 Moby Duck e le ferie di terraferma si limita a definirsi parente di Paperino.
Il 6 ottobre 1968 Moby Duck apparve per la prima volta in versione animata, come presentatore dell'episodio di Walt Disney's Wonderful World of Color "Pacifically Peeking". In tale occasione fu animato da Ward Kimball e doppiato da Paul Frees. Successivamente fece un breve cameo tra il pubblico nell'episodio di House of Mouse - Il Topoclub "House of Crime", trasmesso il 2 settembre 2002.

### Pennino
Pennino (Biquinho) è il nipote di Paperoga, e sembra essere un po' più giovane di Qui, Quo e Qua. Negli USA è conosciuto come Dugan Duck, in Danimarca come Pjuske, in Spagna come Tonito e in Norvegia come Klodrian. Questo personaggio, creato nel 1981 dal brasiliano Waldyr Igayara de Souza, originariamente aveva le piume gialle, una caratteristica fuori del comune per i paperi Disney, ma autorizzata dalla Disney Publishing Worldwide. È un bambino testardo la cui attività principale è quella di causare problemi a suo zio Paperoga e agli altri suoi parenti. La compagna più frequente di Pennino è una piccola maialina di nome Virginia, alla cui madre (che sembra essere la vicina di casa di Paperoga) Pennino sta davvero antipatico. Ebbe un enorme successo in Brasile nel corso degli anni ottanta, quando la sua figura carismatica veniva esplorata abbastanza dai fumettisti, ma è praticamente scomparso dai fumetti brasiliani nel decennio successivo. Alcuni fumettisti italiani utilizzano Pennino una volta ogni tanto, ma nei fumetti italiani appare sempre con le piume bianche. Non si sa bene chi siano i genitori, in quanto la sua storia d'esordio lo indica (nella versione originale) come figlio di una non meglio precisata sorella di Paperoga.

### Sgrizzo Papero
Sgrizzo Papero è un cugino di Paperino apparso esclusivamente in storie di produzione italiana. Appare per la prima volta nella storia "Sgrizzo il più balzano papero del mondo", realizzata da Romano Scarpa e pubblicata su Topolino n. 465 del 25 ottobre 1964. Sgrizzo ritorna all'improvviso nella vita di Paperino facendosi precedere da una cartolina in cui avvisa che i medici del manicomio in cui era rinchiuso hanno concluso che, ormai, è guarito. Sgrizzo dimostra però fin da subito di essere ancora completamente folle e incontrollabile, e col suo temperamento irruento e imprevedibile finisce per portare scompiglio nella vita del cugino infilandosi in situazioni disastrose. Il personaggio presenta forti somiglianze con Paperoga, creato quasi contemporaneamente, tanto che Scarpa tornerà a utilizzarlo solo 24 anni dopo nelle "Paperolimpiadi" per poi abbandonarlo definitivamente. Sgrizzo viene poi recuperato a partire dal 1997 da autori come Luca Boschi, Nino Russo, Massimiliano Valentini, Andrea Freccero e soprattutto dal disegnatore Enrico Faccini, ottenendo una certa popolarità che lo fa apparire, fino al 2003, in oltre venti storie e diverse tavole comiche (tra cui le brevi serie Sgrizzo a ruota libera e Un disastro per cugino); in alcune di esse, Sgrizzo lavora insieme ad Andy Ascott come cronista del quotidiano Il Grillo Parlante, diretto da Gedeone de' Paperoni. In seguito le sue apparizioni si sono fatte nuovamente sporadiche.
Sebbene la sua esatta collocazione all'interno della famiglia non sia mai stata chiarita, Sgrizzo solitamente chiama Gedeone "zio".

### Gastoncino Paperone
Gastoncino Paperone (Shamrock Gander) è il nipotino di Gastone Paperone, a lui molto somigliante anche nella fortuna. La prima delle sue limitate apparizioni avvenne nella storia dedicata a Paperina del ciclo "Paperino e il festival dei paperi", disegnata da Tony Strobl e pubblicata su One Shots n. 649 del settembre 1955 (nella cui versione italiana è chiamato Gasparre). In seguito è apparso solamente nella storia brasiliana del 1978 "O Trevinho da Sorte" e in quella italiana del 1992 "Qui, Quo, Qua e il cugino Gastoncino", in cui è reintrodotto come un nuovo personaggio.

## Albero genealogico
|               |               |               |               |                 |                 |                 |                 |                 |                 |             |             |             |             |  |  |                 |                 |                 |                 |                 |                 |  |  | Cornelius Coot           | Cornelius Coot           | Cornelius Coot           | Cornelius Coot           | Cornelius Coot           | Cornelius Coot           |  |  |                 |                 |                 |                 |                 |                 |  |  |                            |                            |                            |                            |                            |                            |                  |                  | Paperinocchio Codacorta (antenato) | Paperinocchio Codacorta (antenato) | Paperinocchio Codacorta (antenato) | Paperinocchio Codacorta (antenato) | Paperinocchio Codacorta (antenato) | Paperinocchio Codacorta (antenato) |  |  |                |                |                |                |                |                |  |  |                       |                       |                       |                       |                       |                       |  |  |  |  |  |  |  |  |  |  |  |  |  |  |  |  |  |  |  |  |  |  |  |  |  |  |  |  |  |  |  |  |
|               |               |               |               |                 |                 |                 |                 |                 |                 |             |             |             |             |  |  |                 |                 |                 |                 |                 |                 |  |  | Cornelius Coot           | Cornelius Coot           | Cornelius Coot           | Cornelius Coot           | Cornelius Coot           | Cornelius Coot           |  |  |                 |                 |                 |                 |                 |                 |  |  |                            |                            |                            |                            |                            |                            |                  |                  | Paperinocchio Codacorta (antenato) | Paperinocchio Codacorta (antenato) | Paperinocchio Codacorta (antenato) | Paperinocchio Codacorta (antenato) | Paperinocchio Codacorta (antenato) | Paperinocchio Codacorta (antenato) |  |  |                |                |                |                |                |                |  |  |                       |                       |                       |                       |                       |                       |  |  |  |  |  |  |  |  |  |  |  |  |  |  |  |  |  |  |  |  |  |  |  |  |  |  |  |  |  |  |  |  |
|               |               |               |               |                 |                 |                 |                 |                 |                 |             |             |             |             |  |  |                 |                 |                 |                 |                 |                 |  |  | Clinton Coot             | Clinton Coot             | Clinton Coot             | Clinton Coot             | Clinton Coot             | Clinton Coot             |  |  | Gertrude Folaga | Gertrude Folaga | Gertrude Folaga | Gertrude Folaga | Gertrude Folaga | Gertrude Folaga |  |  |                            |                            |                            |                            |                            |                            |                  |                  |                                    |                                    |                                    |                                    |                                    |                                    |  |  |                |                |                |                |                |                |  |  |                       |                       |                       |                       |                       |                       |  |  |  |  |  |  |  |  |  |  |  |  |  |  |  |  |  |  |  |  |  |  |  |  |  |  |  |  |  |  |  |  |
|               |               |               |               |                 |                 |                 |                 |                 |                 |             |             |             |             |  |  |                 |                 |                 |                 |                 |                 |  |  | Clinton Coot             | Clinton Coot             | Clinton Coot             | Clinton Coot             | Clinton Coot             | Clinton Coot             |  |  | Gertrude Folaga | Gertrude Folaga | Gertrude Folaga | Gertrude Folaga | Gertrude Folaga | Gertrude Folaga |  |  |                            |                            |                            |                            |                            |                            |                  |                  |                                    |                                    |                                    |                                    |                                    |                                    |  |  |                |                |                |                |                |                |  |  |                       |                       |                       |                       |                       |                       |  |  |  |  |  |  |  |  |  |  |  |  |  |  |  |  |  |  |  |  |  |  |  |  |  |  |  |  |  |  |  |  |
|               |               |               |               |                 |                 |                 |                 |                 |                 |             |             |             |             |  |  |                 |                 |                 |                 |                 |                 |  |  |                          |                          |                          |                          |                          |                          |  |  |                 |                 |                 |                 |                 |                 |  |  |                            |                            |                            |                            |                            |                            |                  |                  |                                    |                                    |                                    |                                    |                                    |                                    |  |  |                |                |                |                |                |                |  |  |                       |                       |                       |                       |                       |                       |  |  |  |  |  |  |  |  |  |  |  |  |  |  |  |  |  |  |  |  |  |  |  |  |  |  |  |  |  |  |  |  |
|               |               |               |               |                 |                 |                 |                 |                 |                 |             |             |             |             |  |  |                 |                 |                 |                 |                 |                 |  |  |                          |                          |                          |                          |                          |                          |  |  |                 |                 |                 |                 |                 |                 |  |  |                            |                            |                            |                            |                            |                            |                  |                  |                                    |                                    |                                    |                                    |                                    |                                    |  |  |                |                |                |                |                |                |  |  |                       |                       |                       |                       |                       |                       |  |  |  |  |  |  |  |  |  |  |  |  |  |  |  |  |  |  |  |  |  |  |  |  |  |  |  |  |  |  |  |  |
|               |               |               |               |                 |                 |                 |                 | Greta Grebe     | Greta Grebe     | Greta Grebe | Greta Grebe | Greta Grebe | Greta Grebe |  |  | Casey Coot      | Casey Coot      | Casey Coot      | Casey Coot      | Casey Coot      | Casey Coot      |  |  |                          |                          |                          |                          |                          |                          |  |  |                 |                 |                 |                 |                 |                 |  |  | Elvira Coot "Nonna Papera" | Elvira Coot "Nonna Papera" | Elvira Coot "Nonna Papera" | Elvira Coot "Nonna Papera" | Elvira Coot "Nonna Papera" | Elvira Coot "Nonna Papera" |                  |                  | Humperdink Duck                    | Humperdink Duck                    | Humperdink Duck                    | Humperdink Duck                    | Humperdink Duck                    | Humperdink Duck                    |  |  |                |                |                |                |                |                |  |  | Clan de' Paperoni     | Clan de' Paperoni     | Clan de' Paperoni     | Clan de' Paperoni     | Clan de' Paperoni     | Clan de' Paperoni     |  |  |  |  |  |  |  |  |  |  |  |  |  |  |  |  |  |  |  |  |  |  |  |  |  |  |  |  |  |  |  |  |
|               |               |               |               |                 |                 |                 |                 | Greta Grebe     | Greta Grebe     | Greta Grebe | Greta Grebe | Greta Grebe | Greta Grebe |  |  | Casey Coot      | Casey Coot      | Casey Coot      | Casey Coot      | Casey Coot      | Casey Coot      |  |  |                          |                          |                          |                          |                          |                          |  |  |                 |                 |                 |                 |                 |                 |  |  | Elvira Coot "Nonna Papera" | Elvira Coot "Nonna Papera" | Elvira Coot "Nonna Papera" | Elvira Coot "Nonna Papera" | Elvira Coot "Nonna Papera" | Elvira Coot "Nonna Papera" |                  |                  | Humperdink Duck                    | Humperdink Duck                    | Humperdink Duck                    | Humperdink Duck                    | Humperdink Duck                    | Humperdink Duck                    |  |  |                |                |                |                |                |                |  |  | Clan de' Paperoni     | Clan de' Paperoni     | Clan de' Paperoni     | Clan de' Paperoni     | Clan de' Paperoni     | Clan de' Paperoni     |  |  |  |  |  |  |  |  |  |  |  |  |  |  |  |  |  |  |  |  |  |  |  |  |  |  |  |  |  |  |  |  |
|               |               |               |               |                 |                 |                 |                 |                 |                 |             |             |             |             |  |  |                 |                 |                 |                 |                 |                 |  |  |                          |                          |                          |                          |                          |                          |  |  |                 |                 |                 |                 |                 |                 |  |  |                            |                            |                            |                            |                            |                            |                  |                  |                                    |                                    |                                    |                                    |                                    |                                    |  |  |                |                |                |                |                |                |  |  |                       |                       |                       |                       |                       |                       |  |  |  |  |  |  |  |  |  |  |  |  |  |  |  |  |  |  |  |  |  |  |  |  |  |  |  |  |  |  |  |  |
|               |               |               |               |                 |                 |                 |                 |                 |                 |             |             |             |             |  |  |                 |                 |                 |                 |                 |                 |  |  |                          |                          |                          |                          |                          |                          |  |  |                 |                 |                 |                 |                 |                 |  |  |                            |                            |                            |                            |                            |                            |                  |                  |                                    |                                    |                                    |                                    |                                    |                                    |  |  |                |                |                |                |                |                |  |  |                       |                       |                       |                       |                       |                       |  |  |  |  |  |  |  |  |  |  |  |  |  |  |  |  |  |  |  |  |  |  |  |  |  |  |  |  |  |  |  |  |
| Luca dell'Oca | Luca dell'Oca | Luca dell'Oca | Luca dell'Oca | Luca dell'Oca   | Luca dell'Oca   |                 |                 | Fanny Coot      | Fanny Coot      | Fanny Coot  | Fanny Coot  | Fanny Coot  | Fanny Coot  |  |  | Pistacchio Coot | Pistacchio Coot | Pistacchio Coot | Pistacchio Coot | Pistacchio Coot | Pistacchio Coot |  |  | Lulubelle Loon           | Lulubelle Loon           | Lulubelle Loon           | Lulubelle Loon           | Lulubelle Loon           | Lulubelle Loon           |  |  | Eider Duck      | Eider Duck      | Eider Duck      | Eider Duck      | Eider Duck      | Eider Duck      |  |  | Gustavo Paperone           | Gustavo Paperone           | Gustavo Paperone           | Gustavo Paperone           | Gustavo Paperone           | Gustavo Paperone           |                  |                  | Daphne Duck                        | Daphne Duck                        | Daphne Duck                        | Daphne Duck                        | Daphne Duck                        | Daphne Duck                        |  |  | Quackmore Duck | Quackmore Duck | Quackmore Duck | Quackmore Duck | Quackmore Duck | Quackmore Duck |  |  | Ortensia de' Paperoni | Ortensia de' Paperoni | Ortensia de' Paperoni | Ortensia de' Paperoni | Ortensia de' Paperoni | Ortensia de' Paperoni |  |  |  |  |  |  |  |  |  |  |  |  |  |  |  |  |  |  |  |  |  |  |  |  |  |  |  |  |  |  |  |  |
| Luca dell'Oca | Luca dell'Oca | Luca dell'Oca | Luca dell'Oca | Luca dell'Oca   | Luca dell'Oca   |                 |                 | Fanny Coot      | Fanny Coot      | Fanny Coot  | Fanny Coot  | Fanny Coot  | Fanny Coot  |  |  | Pistacchio Coot | Pistacchio Coot | Pistacchio Coot | Pistacchio Coot | Pistacchio Coot | Pistacchio Coot |  |  | Lulubelle Loon           | Lulubelle Loon           | Lulubelle Loon           | Lulubelle Loon           | Lulubelle Loon           | Lulubelle Loon           |  |  | Eider Duck      | Eider Duck      | Eider Duck      | Eider Duck      | Eider Duck      | Eider Duck      |  |  | Gustavo Paperone           | Gustavo Paperone           | Gustavo Paperone           | Gustavo Paperone           | Gustavo Paperone           | Gustavo Paperone           |                  |                  | Daphne Duck                        | Daphne Duck                        | Daphne Duck                        | Daphne Duck                        | Daphne Duck                        | Daphne Duck                        |  |  | Quackmore Duck | Quackmore Duck | Quackmore Duck | Quackmore Duck | Quackmore Duck | Quackmore Duck |  |  | Ortensia de' Paperoni | Ortensia de' Paperoni | Ortensia de' Paperoni | Ortensia de' Paperoni | Ortensia de' Paperoni | Ortensia de' Paperoni |  |  |  |  |  |  |  |  |  |  |  |  |  |  |  |  |  |  |  |  |  |  |  |  |  |  |  |  |  |  |  |  |
|               |               |               |               |                 |                 |                 |                 |                 |                 |             |             |             |             |  |  |                 |                 |                 |                 |                 |                 |  |  |                          |                          |                          |                          |                          |                          |  |  |                 |                 |                 |                 |                 |                 |  |  |                            |                            |                            |                            |                            |                            |                  |                  |                                    |                                    |                                    |                                    |                                    |                                    |  |  |                |                |                |                |                |                |  |  |                       |                       |                       |                       |                       |                       |  |  |  |  |  |  |  |  |  |  |  |  |  |  |  |  |  |  |  |  |  |  |  |  |  |  |  |  |  |  |  |  |
|               |               |               |               |                 |                 |                 |                 |                 |                 |             |             |             |             |  |  |                 |                 |                 |                 |                 |                 |  |  |                          |                          |                          |                          |                          |                          |  |  |                 |                 |                 |                 |                 |                 |  |  |                            |                            |                            |                            |                            |                            |                  |                  |                                    |                                    |                                    |                                    |                                    |                                    |  |  |                |                |                |                |                |                |  |  |                       |                       |                       |                       |                       |                       |  |  |  |  |  |  |  |  |  |  |  |  |  |  |  |  |  |  |  |  |  |  |  |  |  |  |  |  |  |  |  |  |
|               |               |               |               | Ciccio dell'Oca | Ciccio dell'Oca | Ciccio dell'Oca | Ciccio dell'Oca | Ciccio dell'Oca | Ciccio dell'Oca |             |             |             |             |  |  |                 |                 |                 |                 |                 |                 |  |  | Abner "Chiarafonte" Duck | Abner "Chiarafonte" Duck | Abner "Chiarafonte" Duck | Abner "Chiarafonte" Duck | Abner "Chiarafonte" Duck | Abner "Chiarafonte" Duck |  |  | Paperoga        | Paperoga        | Paperoga        | Paperoga        | Paperoga        | Paperoga        |  |  |                            |                            |                            |                            | Gastone Paperone           | Gastone Paperone           | Gastone Paperone | Gastone Paperone | Gastone Paperone                   | Gastone Paperone                   |                                    |                                    |                                    |                                    |  |  | Paperino       | Paperino       | Paperino       | Paperino       | Paperino       | Paperino       |  |  | Della Duck            | Della Duck            | Della Duck            | Della Duck            | Della Duck            | Della Duck            |  |  |  |  |  |  |  |  |  |  |  |  |  |  |  |  |  |  |  |  |  |  |  |  |  |  |  |  |  |  |  |  |
|               |               |               |               | Ciccio dell'Oca | Ciccio dell'Oca | Ciccio dell'Oca | Ciccio dell'Oca | Ciccio dell'Oca | Ciccio dell'Oca |             |             |             |             |  |  |                 |                 |                 |                 |                 |                 |  |  | Abner "Chiarafonte" Duck | Abner "Chiarafonte" Duck | Abner "Chiarafonte" Duck | Abner "Chiarafonte" Duck | Abner "Chiarafonte" Duck | Abner "Chiarafonte" Duck |  |  | Paperoga        | Paperoga        | Paperoga        | Paperoga        | Paperoga        | Paperoga        |  |  |                            |                            |                            |                            | Gastone Paperone           | Gastone Paperone           | Gastone Paperone | Gastone Paperone | Gastone Paperone                   | Gastone Paperone                   |                                    |                                    |                                    |                                    |  |  | Paperino       | Paperino       | Paperino       | Paperino       | Paperino       | Paperino       |  |  | Della Duck            | Della Duck            | Della Duck            | Della Duck            | Della Duck            | Della Duck            |  |  |  |  |  |  |  |  |  |  |  |  |  |  |  |  |  |  |  |  |  |  |  |  |  |  |  |  |  |  |  |  |
|               |               |               |               |                 |                 |                 |                 |                 |                 |             |             |             |             |  |  |                 |                 |                 |                 |                 |                 |  |  |                          |                          |                          |                          |                          |                          |  |  |                 |                 |                 |                 |                 |                 |  |  |                            |                            |                            |                            |                            |                            |                  |                  |                                    |                                    |                                    |                                    |                                    |                                    |  |  |                |                |                |                |                |                |  |  | Qui, Quo, e Qua       |                       |                       |                       |                       |                       |  |  |  |  |  |  |  |  |  |  |  |  |  |  |  |  |  |  |  |  |  |  |  |  |  |  |  |  |  |  |  |  |